# Etzel Andergast
Etzel Andergast är en roman av Jakob Wasserman från 1931, i Sverige utgavs den av Albert Bonniers Förlag 1934 i översättning av Karin Boye. Romanen är den mellersta i en lös trilogi där den första delen var Fallet Maurizius (1928) och den sista delen Joseph Kerkhovens dritte Existenz (1934).

## Handling
I centrum för denna berättelse, som främst ligger på det psykologiska planet, står fyra personer: den f d industrimannen och upptäcktsresanden Johann Irlen, läkaren Joseph Kerkhoven, Irlens ingifta släkting Marie Bergman (född Martesteig) samt den unge Etzel Andergast. Efter att ha dödat industrimannen Kapeller i duell 1911 återkommer Johann Irlen, tidigare officer och medarbetare till Kapeller, år 1913 till Europa. Han har vistats ett par år i Kongobäckenet och där ådragit sig en sjukdom, vilket han inte är medveten om till en början. När hans tillstånd förvärras åker han hem till sin åldriga mor där även hans systerson, docenten Ernst Bergman, bor. Ernsts hustru Marie kommer att bli Irlens vårdare under dennes sista tid. Via olika omständigheter kommer den enkle läkaren Joseph Kerkhoven att ta sig an Irlen och de båda männen, som känner sig befryndade med varandra, för filosofiska diskussioner av olika slag. Kerkhoven understöds även ekonomiskt av Irlen då han under period mister patienter eftersom han tappat intresset för sitt yrke. Hans hustru Nina är även sakta men säkert på väg att bli galen, något som Kerkhoven inte är medveten om. Irlen berättar även för Kerkhoven att han dödade Kapeller därför att han noterade hur denne utvecklats till en korrumperad tyrann inom sin koncern. Marie och doktor Kerkhoven, som tidigare hjälpt henne att komma ur en komplicerad romans med en annan man, får känslor för varandra. Då Marie av vänlighet besöker doktorns fru Nina får denna ett sammanbrott och försöker skjuta Marie. Detta leder till att Nina spärras in på mentalsjukhus. Samtidigt berättar även Marie för sin make Ernst att hon blivit kär i Kerkhoven. Ernst blir förtvivlad men tar det hela med fattning. Samtidigt är första världskriget på väg att bryta ut och Irlen reser till England för att försöka hejda det hela. Då han misslyckats återvänder han hem, nu döende. Kerkhoven hjälper honom av barmhärtighet att dö. Ernst stupar i kriget samtidigt som doktorn gör tjänst som fältläkare. Handlingen rör sig därefter fram till 1928. Kerkhoven, som även ärvde en del av Irlens förmögenhet, är en uppburen läkare och har nu gift sig med Marie sedan hans maka avlidit. In i handlingen kommer nu den 20-årige Etzel Andergast, vilken tidigare varit med om att utreda ett justitiemord (skildrat i romanen ”Fallet Maurizius”). Han kommer från början till Kerkhoven i ett enkelt ärende, men denne dras därefter in i en rad märkliga historier kring en ung mans självmord. Denne man var god vän med Andergast och son till en känd politiker. I denna härva ingår även en annan av Andergasts vänner, den politiske extremisten Lorriner. Efter att denna historia nystats upp får doktorn vårda Lorriner, vilken drabbats av ett sammanbrott. Även Andergast har vissa problem med nerverna och doktorn tar sig an honom till den milda grad att han blir som en son i huset. Det hela leder dock till att Etzel och doktorns maka Marie blir förälskade i varandra, något som doktorn inte inser. Skuldkänslor över detta gör Marie fysiskt sjuk, och när sanningen slutligen står klar för doktorn är det dennes tur att bryta ihop, varefter han förvisar Andergast från familjens gods. En förkrossad Andergast återvänder hem till sin mor, där han sakta men säkert repar sig och verkar kunna se något hopp om framtiden.